# Заболотье (Кирилловский район)
Заболотье — деревня в Кирилловском районе Вологодской области.
Входит в состав Коварзинского сельского поселения, с точки зрения административно-территориального деления — в Коварзинский сельсовет.
Расстояние по автодороге до районного центра Кириллова — 47 км, до центра муниципального образования Коварзино — 11 км. Ближайшие населённые пункты — Чекишево, Русаниха, Алферовская, Молоди, Князево, Аксеновская.
По данным переписи в 2002 году постоянного населения не было.